# Pillansia templemannii
Pillansia templemannii är en irisväxtart som först beskrevs av John Gilbert Baker, och fick sitt nu gällande namn av Harriet Margaret Louisa Bolus. Pillansia templemannii ingår i släktet Pillansia och familjen irisväxter. Inga underarter finns listade i Catalogue of Life.